# サイコキャンディ
サイコキャンディ (Psychocandy)はイギリスのロックバンド、ジーザス&メリーチェインのデビューアルバム。1985年11月18日発売。

## 制作
クリエイションでシングル『アップサイド・ダウン』をリリースした後、バンドは1984年末にブランコ・イ・ネグロと契約し、翌1985年2月にシングル『ネヴァー・アンダースタンド』をリリース、3月にアルバムのレコーディングが開始され、6週間後にレコーディングが終了。同年11月にアルバムがリリースされた。

## 評価
荒れ狂うようなフィードバック・ノイズとポップなメロディラインの歌を両立させ、その後のオルタナティヴ・ロックやシューゲイザームーブメントに多大な影響を与えた作品として名高く、音楽誌・レビューサイトのベストアルバムリストに度々本作が登場する。2000年、Q誌は"100 Greatest British Albums Ever"リストの88位に、2006年にも"40 Best Albums of the '80s"リストの23位に本作を選出した。ローリング・ストーン誌は"The 500 Greatest Albums of All Time"リストの268位に、また"100 Best Debut Albums of All Time"の45位に本作を選出。ピッチフォーク・メディアは1980年代のベストアルバムリストの23位に本作を選出。

## 収録曲
全曲ジム・リード、ウィリアム・リードによる作詞作曲
1. ジャスト・ライク・ハニー / Just Like Honey - 3:03
2. ザ・リヴィング・エンド / The Living End - 2:16
3. テイスト・ザ・フロア / Taste the Floor - 2:56
4. ザ・ハーデスト・ウォーク / The Hardest Walk - 2:40
5. カット・デッド / Cut Dead - 2:47
6. イン・ア・ホール / In a Hole - 3:02
7. テイスト・オブ・シンディ / Taste of Cindy - 1:42
8. ネヴァー・アンダースタンド / Never Understand - 2:57
9. インサイド・ミー / Inside Me - 3:09
10. ソーイング・シーズ / Sowing Seeds - 2:50
11. マイ・リトル・アンダーグラウンド / My Little Underground - 2:31
12. ユー・トリップ・ミー・アップ / You Trip Me Up - 2:26
13. サムシング・ローング / Something's Wrong - 4:01
14. イッツ・ソー・ハード / It's So Hard - 2:37

## 参加ミュージシャン
- ジム・リード - ボーカル、ギター
- ウィリアム・リード - ギター、ボーカル
- ダグラス・ハート - ベース
- ボビー・ギレスピー - ドラムス